# Parachalastinus championi
Parachalastinus championi là một loài bọ cánh cứng trong họ Cerambycidae.